# Piesă neterminată pentru pianină mecanică
Piesă neterminată pentru pianină mecanică (în rusă Неоконченная пьеса для механического пианино) este un film sovietic din anul 1977, regizat de Nikita Mihalkov și vag inspirat din piesa de teatru „Platonov” și din povestirile „Orfan de tată”, „La conac”, „Profesorul de literatură”, „Trei ani” și „Viața mea” ale lui Anton Cehov. Rolurile principale sunt interpretate de Aleksandr Kaliaghin, Elena Solovei și Evghenia Glușenko. 

## Rezumat
În perioada verii, la conacul Annei Petrovna Voinițeva (văduvă de general) se adună mai mulți oaspeți: dr. Trilețki, domnul Petrin (creditorul gazdei), Porfiri Semionovici Glagoliev (un admirator al Annei Petrovna), vecinii din familia Platonov - Mihail Vasilievici și soția sa Sașa, un alt vecin, Pavel Petrovici Șcerbuk împreună cu fiicele și nepotul Petecika. Printre invitați se află și fiul vitreg al Annei Petrovna, Serghei Voinițev, cu soția lui Sofia, în care Mihail Platonov își regăsește o mai veche iubire.
Invitații se distrează: mănâncă, beau, dansează, joacă jocuri de societate... Doar Platonov încearcă periodic să realizeze o conversație despre insignifianța fiecărei ființe umane.
Noaptea, în timpul lansării artificiilor, Mihail Vasilievici poartă o discuție cu Sofia în care-și reafirmă dragostea pentru ea. Femeia îl anunță că intenționează să-și părăsească soțul pentru a începe o viață nouă cu Platonov. Dar Mihail Vasilievici nu este pregătit pentru o astfel de schimbare în viața sa. Având gânduri confuze, el se aruncă de pe o stâncă în râu, dar cade în apă mică. Acolo este găsit de soția sa care-i spune cu lacrimi în ochi lui Platonov că îl iubește.
În finalul filmului toate personajele încep noua zi cu fericire.

## Distribuție
- Aleksandr Kaliaghin – Mihail Vasilievici Platonov
- Elena Solovei – Sofia Egorovna Voinițeva
- Evghenia Glușenko – Sașenka Platonova
- Antonina Șuranova – Anna Petrovna Voinițeva
- Iuri Bogatiriov – Serghei Pavlovici Voinițev
- Oleg Tabakov – Pavel Petrovici Șcerbuk
- Nikolai Pastuhov – Porfiri Semionovici Glagoliev
- Pavel Kadocinikov – Ivan Ivanovici Trilețki
- Nikita Mihalkov – Nikolai Ivanovici Trilețki
- Anatoli Romașin – Gherasim Kuzmici Petrin
- Natalia Nazarova – Verocika
- Xenia Minina – Lizocika
- Serghei Nikonenko – Iakov
- Serghei Guriev – Petecika

## Coloana sonoră
Piesele muzicale din film provin din compozițiile lui:
- Gaetano Donizetti: Elixirul dragostei, actul II, O lacrimă furată (Una furtiva lagrima), interpretată de Jussi Björling
- Franz Liszt: Rapsodia Ungară nr. 2, adaptată pentru pianină mecanică

## Lansare
A fost lansat în anul 1977 și a avut parte de succes comercial, fiind vizionat de 5,8 milioane de spectatori în cinematografele din Uniunea Sovietică.

## Recepție
Criticul Tudor Caranfil a dat filmului trei stele din cinci și a făcut următorul comentariu: „Platonov, animat cândva de idealuri generoase, o reîntâlnește, după 15 ani, pe Sofia, cu nostalgia primei iubiri studențești. După ce-și clamează, într-o sindrofie, revolta și setea de a se smulge din lâncezeală, se aruncă, sinucigaș, într-un râu care nu-i ajunge nici până la genunchi. „Platonov” văzut de Mihalkov, care schimbă finalul cehovian: nu sinucidere, ci meschină farsă. Strălucită creație a lui Kaliaghin.” 

## Premii
- Festivalul Internațional de Film de la Cartagena (1977) - Premiul special al juriului - A. Kaliaghin
- Festivalul Internațional de Film de la San Sebastian (1977) - Premiul „Scoica de Aur”
- Festivalul Internațional de Film de la Belgrad (1978) - Marele Premiu al Uniunii Artiștilor de Film și Televiziune din Iugoslavia
- Festivalul Internațional de Film de la Chicago (1978) - Premiul „Golden Hugo”
- Premiul „David Donatello” (1978)

## Vezi și
- Listă de filme sovietice din 1977